# جاك إتش آدمسون
جاك إتش آدمسون (بالإنجليزية: Jack H. Adamson)‏ هو مدرس أمريكي، ولد في 1918 في مدينة سولت ليك في الولايات المتحدة، وتوفي في 1975.